# Kubinji
Kubinji (Kochi o Kochi Oghul, Köchü, Kanitči, Kapchi o Kapge) fou un kan mongol que va governar a l'Horda Oriental (Horda Blava a les fonts turcomongoles i russes i Horda Blanca a les fonts perses) coneguda també com a ulus d'Orda. Se l'esmenta al Yuan Shi o llista de kans de la Xina (amb el nom de Kuan Sa) i l'esmenta també Marco Polo. Rashid al-Din Hamadani diu que era fill de Sartaktai (i de la seva muller Hudjan [germana de l'esposa de Hülegü]) i net d'Orda Khan, però Abu l-Fida el considera fill d'Orda. Si aquest darrer va morir vers 1250 (bastant jove) Kubinji podia haver nascut uns deu anys abans i, per tant, a la seva mort el 1302 tindria uns 60 anys el que és conseqüent amb ser un fill, però no descarta que fos un net, doncs en aquest cas el seu pare hauria mort jove amb menys de 20 anys vers 1250 i Kubinji hauria mort amb uns 50 anys. La descripció de Marco Polo l'assenyala com un rei sense castells ni ciutats, amb innombrables caps de bestiar i de súbdits, que vivia en pau i als seus dominis el poble vivia en gran tranquil·litat.
Abu l-Fida l'esmenta com a senyor de Bamian i Gazni i d'altres districtes d'aquesta regió i dona algunes notícies dels seus descendents al territori. No s'explica perquè havia adquirit aquestos dominis que s'afegiren als que tenia a Sibèria, però Howorth suposa que foren incorporats quan els prínceps que eren a Pèrsia van haver de sortir del país; els fugitius es van establir a la zona, que pertanyia al Kanat de Txagatai, però sota sobirania del Il-Khan, conservant una lleialtat a la família d'Orda, el fill del qual, Kuli, havia estat el seu cap; però el kan Burak Khan de Txagatai (1266-1271) quan va anar al Khurasan va demanar a un tal Buchi Oghul (Kochi Oghul?) d'evacuar la zona entre Badghis i l'Indus, districte que ja pertanyia als seus ancestres; Buchi va refusar fer-ho al·legant que li havia estat cedit per Abaqa "el seu senyor" i que primer l'hi havia de consultar. Abaqa va insistir que la zona pertanyia al il-kanat (1270). Burak d'acord amb Kaidu Khan (amb el que havia planejat la invasió del Khurasan) va reunir les seves forces i va creuar l'Oxus, ocupant el Khurasan i l'Afganistan, però va rebre poc suport de les tropes enviades a l'expedició per Kaidu, i aviat va quedar en mala posició militar fins que el 22 de juliol de 1270 va patir una greu derrota davant Abaqa prop d'Herat. Barak es va retirar i va creuar l'Oxus de tornada, quan ja només li quedaven cinc mil soldats; el territori en litigi s'hauria perdut pel kanat de Txagatai i Abaqa hauria reconegut el dret de l'Horda Blava a nomaditzar a la zona. En quin moment o per quines causes van reconèixer la sobirania del kan de l'Horda Blava, si és que ho van fer com diu Abu l-Fida, no se sap. El 1284 Arghun Khan, pressionat per Ahmad Teguder, va rebre el consell de fugir a les terres de Kubinji o Kochi que llavors ja feia uns quatre anys que regnava, però en cap moment es diu que fos a Gazni o a la regió, sinó que sembla més enllà ("al darrere de l'Oxus"). Von Hammer pensa que aquest Kubinji era un dels fills de Xiban. Tot i que aquestos mongols de Gazni i Bamian no eren els karaunes, la seva relació amb aquestos encara no ha estat estudiada.
El 1293 es diu que Kubinji va enviar una ambaixada al Il-Khan Gaykhatu amb garanties de bona fe. Va morir vers el 1301/1302 (segons Abu l-Fida el 701 de l'hègira que va del setembre del 1301 al l'agost del 1302). La causa de la mort fou la seva obesitat. Segons Abu l-Fida va deixar sis fills: Bayan, Koblokum, Tok Timur, Buka Timur, Mongatai i Sasai, que es van disputar la successió fins que Bayan, el fill gran, es va imposar. Segons altres fonts va deixar només quatre fills: Bayan, Bajgsartai, Chaganbuka i Magatai i la lluita referida per la successió es va limitar a Bayan i Kobluk o Kiulek, un cosí i rival segons Rashid al-Din Hamadani. Howorth pensa que Bayan el va succeir en els seus dominis ancestrals mentre Kobluk va dominar Gazni i Bamian.
| Kubinji Casa de Borjigin (Боржигин) (1206-1635) |                                 |                         |
| Precedit per: Qun Quran                         | Khan de l'Horda Blava 1280-1302 | Succeït per: Bayan Khan |

## Nota
1. ↑  Howorth pensa que seria Kubinji, però com que això va passar el 1270 quan aquest encara no governava, més probablement era només el cap local dels mongols